# Carlo Mammarella
Carlo Mammarella (Pescara, 29 giugno 1982) è un ex calciatore italiano, di ruolo difensore, direttore sportivo della Ternana.

## Caratteristiche tecniche
Era un terzino sinistro estremamente abile sui calci piazzati. Divenuto spesso uomo squadra e capitano nelle squadre in cui ha militato.

## Carriera

### Giocatore
Originario di Sambuceto(Chieti), inizia la sua carriera nelle giovanili del Pescara, squadra della sua città natale. In seguito passa prima alla Fermana, e poi al Tolentino, con cui trascorre due stagioni.
Nel 2005 viene ceduto in prestito alla Triestina, con cui debutta in Serie B segna la sua prima ed unica rete con la maglia alabardata il 25 febbraio 2006 nella sfida vinta grazie al suo gol contro il Brescia terminando la stagione con 12 presenze.
Il 25 agosto 2006 viene acquistato dal Grosseto, in Serie C1. Poco utilizzato, anche a causa di un infortunio, il 9 gennaio 2007 viene ceduto in prestito con diritto di riscatto all'Ancona, con cui scende in campo in 15 occasioni, se si includono i play-out per non retrocedere.
Rescisso il contratto con il Grosseto, il 20 luglio 2007 firma un biennale con la Salernitana, con cui ottiene 16 presenze, riuscendo a vincere il campionato venendo di conseguenza promosso nella successiva Serie B.
L'8 agosto 2008 viene ufficializzato il suo ingaggio da parte della Virtus Lanciano. Esordisce con gli abruzzesi il 24 agosto contro il Campobasso (0-0 il finale), incontro valido per la fase a gironi della Coppa Italia Lega Pro. Conclude la stagione ottenendo 29 presenze in campionato, di cui 2 nei play-off contro la Juve Stabia, a cui se ne aggiungono altre due in Coppa Italia Lega Pro.
Divenuto nel frattempo titolarissimo e uomo simbolo della squadra, l'11 giugno 2012 ottiene la promozione in Serie B, la prima nella storia del Lanciano. Il 22 luglio prolunga il suo contratto fino al 2014 ottenendo dopo il ritiro di Roberto D'Aversa la fascia di capitano. Nell'estate 2014 dopo l'ennesima salvezza conquistata nelle serie cadetta disputata ancora una volta da titolare, la società gli rinnova il contratto facendogli firmare un biennale.
Il 20 gennaio 2016, dopo sette stagioni e mezza con 244 presenze e 20 reti divenendo uno dei giocatori più presenti e rappresentativi dell'intera storia del club, si trasferisce a titolo definitivo alla Pro Vercelli. Esordisce nelle file dei piemontesi il 23 gennaio, in occasione della sconfitta interna con lo Spezia. Segna il suo primo gol coi piemontesi il 13 maggio 2017 su punizione contro il Brescia.
Rimane a Vercelli fino al 2019, anno in cui viene ceduto alla Ternana. Esordisce con il club rossoverde il 4 agosto nella sfida vinta per 3-2 contro l'Olbia valevole per la Coppa Italia Serie C, mentre in campionato esordisce alla prima giornata contro il Rieti. Durante la stagione, grazie alle ottime prestazioni fornite si guadagna la fiducia della squadra e la fascia di capitano. Chiude la stagione con 35 presenze complessive e 3 reti. 
L'anno successivo chiude la sua carriera calcistica ancora con la Ternana, quella dei record, che vincerà il campionato di Serie C, con 20 presenze complessive e 2 reti per lui, e con la vittoria della Supercoppa nella finale svolta a Terni allo Stadio Libero Liberati il 22 maggio 2021 nel derby contro il Perugia vinto dai Rossoverdi per 1-0 con rete di Salzano.

### Dopo il ritiro
Dopo il ritiro dal calcio giocato rimane nella Ternana, dove è responsabile tecnico delle formazioni primavera e under 17, nonché collaboratore tecnico della prima squadra. Il 17 luglio 2024 viene nominato nuovo direttore sportivo del club al posto di Stefano Capozucca. Il 1° aprile 2025 viene sollevato dall'incarico dalla società rossoverde, lasciando così l'Umbria dopo sei anni. Il 29 giugno successivo torna in sella al club rossoverde con il compito da neo direttore sportivo di sfoltire la rosa in vista di una imminente cessione societaria.

## Statistiche

### Presenze e reti nei club
| Stagione               | Squadra                | Campionato             | Campionato | Campionato | Coppe nazionali | Coppe nazionali | Coppe nazionali | Coppe continentali | Coppe continentali | Coppe continentali | Altre coppe | Altre coppe | Altre coppe | Totale | Totale |
| Stagione               | Squadra                | Comp                   | Pres       | Reti       | Comp            | Pres            | Reti            | Comp               | Pres               | Reti               | Comp        | Pres        | Reti        | Pres   | Reti   |
| ---------------------- | ---------------------- | ---------------------- | ---------- | ---------- | --------------- | --------------- | --------------- | ------------------ | ------------------ | ------------------ | ----------- | ----------- | ----------- | ------ | ------ |
| 2001-2002              | Pescara                | C1                     | 1          | 0          | CI+CI-C         | 0+1             | 0               |                    | -                  | -                  |             | -           | -           | 2      | 0      |
| 2002-2003              | Fermana                | C1                     | 6          | 0          | CI-C            | 2               | 0               |                    | -                  | -                  |             | -           | -           | 8      | 0      |
| 2003-2004              | Tolentino              | C2                     | 22         | 4          | CI-C            | 4               | 0               |                    | -                  | -                  |             | -           | -           | 26     | 4      |
| 2004-2005              | Tolentino              | C2                     | 34+2       | 4          | CI-C            | 4               | 1               |                    | -                  | -                  |             | -           | -           | 40     | 5      |
| Totale Tolentino       | Totale Tolentino       | Totale Tolentino       | 56+2       | 8          |                 | 8               | 1               |                    | -                  | -                  |             | -           | -           | 66     | 9      |
| 2005-2006              | Triestina              | B                      | 12         | 1          | CI              | 0               | 0               |                    | -                  | -                  |             | -           | -           | 12     | 1      |
| 2006-gen.2007          | Grosseto               | C1                     | 7          | 0          | CI+CI-C         | 1+0             | 0               |                    | -                  | -                  |             | -           | -           | 8      | 0      |
| gen.-giu.2007          | Ancona                 | C1                     | 13+2       | 0          | CI-C            | -               | -               |                    | -                  | -                  |             | -           | -           | 15     | 0      |
| 2007-2008              | Salernitana            | C1                     | 13         | 0          | CI-C            | 4               | 0               |                    | -                  | -                  | SL-C1       | 2           | 0           | 19     | 0      |
| 2008-2009              | Lanciano               | 1D                     | 27+2       | 2          | CI-LP           | 2               | 1               |                    | -                  | -                  |             | -           | -           | 31     | 3      |
| 2009-2010              | Lanciano               | 1D                     | 29         | 0          | CI-LP           | 4               | 0               |                    | -                  | -                  |             | -           | -           | 33     | 0      |
| 2010-2011              | Lanciano               | 1D                     | 30         | 2          | CI+CI-LP        | 2+3             | 0               |                    | -                  | -                  |             | -           | -           | 35     | 2      |
| 2011-2012              | Lanciano               | 1D                     | 30+4       | 4+1        | CI+CI-LP        | 1+5             | 1+0             |                    | -                  | -                  |             | -           | -           | 40     | 6      |
| 2012-2013              | Lanciano               | B                      | 37         | 5          | CI              | 1               | 0               |                    | -                  | -                  |             | -           | -           | 38     | 5      |
| 2013-2014              | Lanciano               | B                      | 35         | 3          | CI              | 1               | 0               |                    | -                  | -                  |             | -           | -           | 36     | 3      |
| 2014-2015              | Lanciano               | B                      | 37         | 3          | CI              | 2               | 0               |                    | -                  | -                  |             | -           | -           | 39     | 3      |
| 2015-gen. 2016         | Lanciano               | B                      | 19         | 1          | CI              | 1               | 0               |                    | -                  | -                  |             | -           | -           | 20     | 1      |
| Totale Virtus Lanciano | Totale Virtus Lanciano | Totale Virtus Lanciano | 244+6      | 20+1       |                 | 22              | 2               |                    | -                  | -                  |             | -           | -           | 272    | 23     |
| gen.-giu. 2016         | Pro Vercelli           | B                      | 20         | 0          | CI              | -               | -               |                    | -                  | -                  |             | -           | -           | 20     | 0      |
| 2016-2017              | Pro Vercelli           | B                      | 29         | 1          | CI              | 1               | 0               |                    | -                  | -                  |             | -           | -           | 30     | 1      |
| 2017-2018              | Pro Vercelli           | B                      | 41         | 1          | CI              | 1               | 0               |                    | -                  | -                  |             | -           | -           | 42     | 1      |
| 2018-2019              | Pro Vercelli           | C                      | 35+2       | 2          | CI+CI-C         | 1+0             | 0               |                    | -                  | -                  |             | -           | -           | 38     | 2      |
| Totale Pro Vercelli    | Totale Pro Vercelli    | Totale Pro Vercelli    | 125+2      | 4          |                 | 3               | 0               |                    | -                  | -                  |             | -           | -           | 130    | 4      |
| 2019-2020              | Ternana                | C                      | 28+4       | 2          | CI-C            | 3               | 1               |                    | -                  | -                  |             | -           | -           | 35     | 3      |
| 2020-2021              | Ternana                | C                      | 18         | 2          | CI              | 0               | 0               |                    | -                  | -                  | SC-C        | 2           | 0           | 20     | 2      |
| Totale Ternana         | Totale Ternana         | Totale Ternana         | 46+4       | 4          |                 | 3               | 1               |                    | -                  | -                  |             | 2           | 0           | 55     | 5      |
| Totale carriera        | Totale carriera        | Totale carriera        | 523+16     | 37+1       |                 | 44              | 4               |                    | -                  | -                  |             | 4           | 0           | 587    | 42     |

## Palmarès

### Club

#### Competizioni nazionali
- Serie C1: 1

Salernitana: 2007-2008 (Girone B)
- Serie C: 1

Ternana: 2020-2021 (Girone C)

#### Coppe nazionali
- Supercoppa di Serie C: 1

Ternana: 2021